# Loi de Gutenberg-Richter

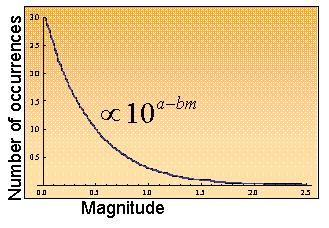
Loi de Gutemberg-Richter

La loi de Gutenberg-Richter est une loi empirique de sismologie décrivant le nombre de séismes par unité de temps supérieurs à une magnitude donnée pour un volume défini. La première définition est proposée par Beno Gutenberg et Charles Francis Richter en 1949 où cette loi est vérifiée à l'échelle globale pour l'intervalle des magnitudes correspondant à un catalogue complet.
Elle énonce que le nombre de séismes N, par unité de temps, de magnitude m supérieure à M, est, dans un volume donné, de la forme :
{\displaystyle \log(N(m>M))=a-bM}
La variable a est un indicateur du taux de sismicité tandis que b représente le rapport entre grands séismes et petits séismes.
Si b a une valeur généralement proche de 1, a peut avoir des variations très importantes suivant le volume étudié.
Cette propriété de la sismicité semble très stable à toutes les échelles à condition de considérer des catalogues comprenant un très grand nombre de séismes. On observe cependant des variations spatiales et temporelles dont l’interprétation est encore sujette à polémiques. Parmi les facteurs les plus souvent proposés pour expliquer ces variations on peut citer, la contrainte appliquée, la profondeur de la source, le mécanisme au foyer, l'hétérogénéité du milieu, la proximité de la rupture. La diminution du paramètre b, observée avant la rupture d'échantillons de roche au cours d'expériences de laboratoire a conduit à proposer cette baisse comme un précurseur de la rupture. Cependant, son application à la prévision des séismes n'a pas montré de résultat convaincant jusqu'ici. La physique statistique fournit un cadre théorique intéressant pour expliquer à la fois la stabilité de cette loi pour des grands échantillons et ses variations à proximité de la rupture.
Cette loi fait partie des lois de récurrence qui sont utilisées en sismologie pour définir la sismicité. Une autre loi souvent utilisée est celle basée sur un modèle de tremblement de terre caractéristique.